# Litorál

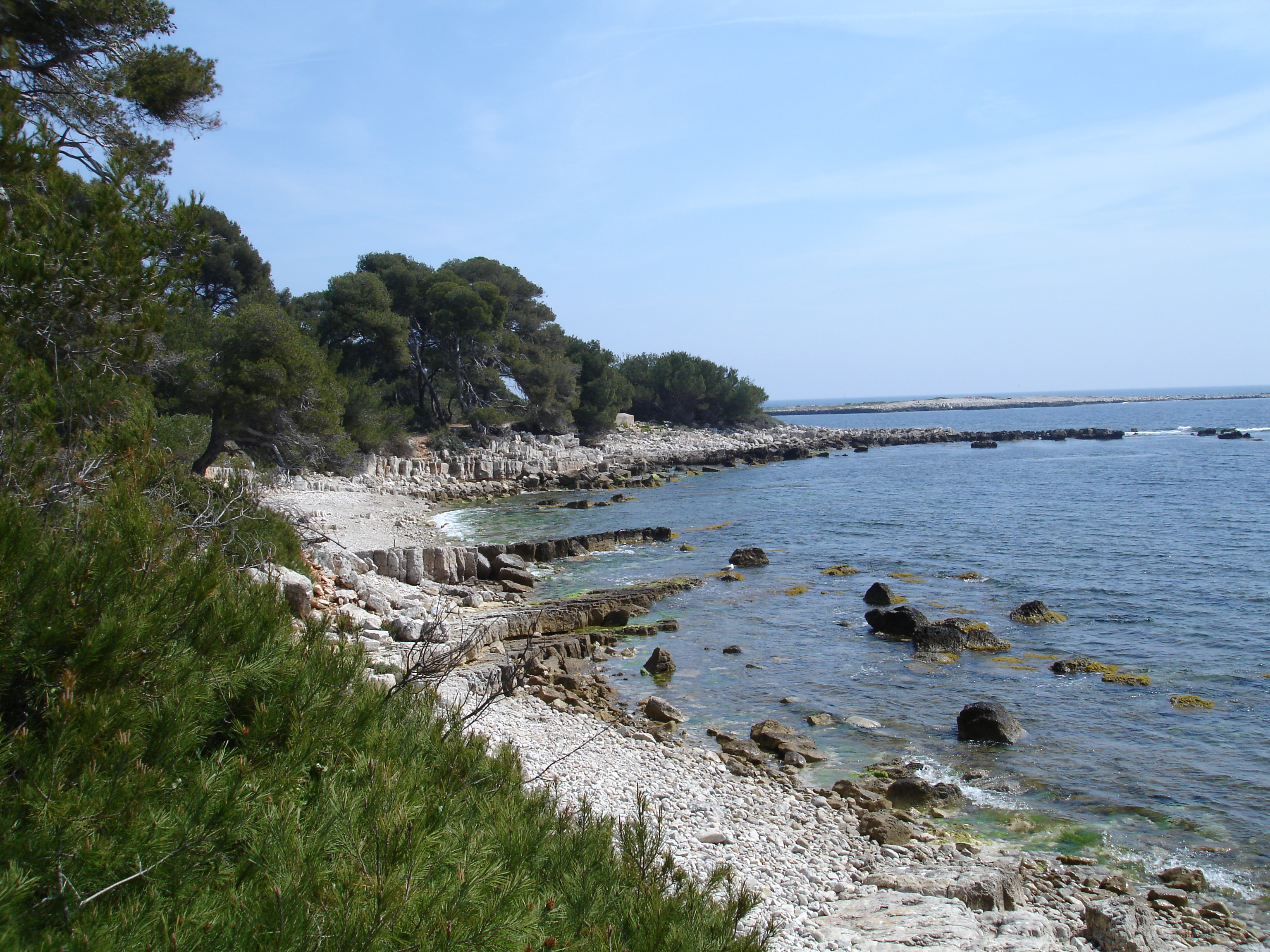
Litorál ostrov svaté Markéty

Litorál nebo littoral (z lat. litus, litoris pobřeží) znamená pobřežní pásmo stojatých vod, oceánů, moří, jezer a rybníků. V různých souvislostech se také různě vymezuje.
V oceánografii znamená litorál pásmo mezi čarou nejvyššího přílivu a okrajem pevninského šelfu. Částí litorálu jsou například pláže. Tato část pevniny je pod neustálým vlivem pohybu vody, příboje, přílivu a odlivu, takže se různě přetváří a mění.
V geografii se tak často označují daleko rozlehlejší přímořské oblasti nebo provincie, například v Jižní Americe nebo v Africe.
V biologii je litorál či též litoraea pásmo, jehož klimatické podmínky jsou silně ovlivněny blízkým oceánem, mořem nebo vodní nádrží, a kde v důsledku toho často žijí specifické litorální organismy. Litorál se dělí na 4 pásma: epilitorál, který není omýván vodou, supralitorál, oblast příboje, eulitorál trvale omývaný vodou a konečně infralitorál.